# Jhesus collacien
Jhesus collacien is een Middelnederlandse bundel van 72 teksten, voorafgegaan door een proloog.

## Inhoud
Volgens het verhalende kader krijgt een deerne Christi (‘dienstmaagd van Christus’) visioenen waarin Jezus of de Heilige Geest komen preken. Zij moet deze preken opschrijven voor haar kloostergemeenschap, waarschijnlijk franciscaner tertiarissen. De kloosterzuster krijgt die visioenen dagelijks in de vasten, vanaf Aswoensdag tot en met Paaszaterdag, in totaal zesenveertig dagen. Elke dag preekt Jezus in de ochtend (46 collaties) en vanaf dag 21 preekt de Heilige Geest bovendien in de middag (26 collaties).

## Karakter en ontstaan
De titel Jhesus collacien betekent ‘Jezus’ collaties’, d.w.z. ‘collaties van Jezus’. Met de term collatie werd in het Middelnederlands een informele, vermanende preek aangeduid. De titel Jhesus collacien dekt de lading niet helemaal: ook de Heilige Geest houdt een groot aantal collaties. Ten tweede weerspiegelt de titel niet het karakter van de visioenen, die telkens het kader bieden voor de preek.
De teksten variëren in lengte maar zijn over het algemeen kort, circa 165 tot 1820 woorden; met een mediaan van 341. Ze zijn vermoedelijk geschreven als vrucht van de meditatie, die toentertijd sterk visueel enscenerend kon zijn en geleidelijk kon overgaan in een visioen. De visoen-preken in Jhesus collacien waren dus waarschijnlijk het resultaat van de meditatie maar ze konden op hun beurt weer door de lezers en de toehoorders gebruikt worden als uitgangspunt voor de meditatie.
De tekst is vermoedelijk in de tweede helft van de vijftiende eeuw geschreven; in ieder geval uiterlijk in 1502. De auteur is onbekend.

## Beeldenrijkdom
De collaties bevatten zeer veel allegorisch geïnterpreteerde beelden, bijvoorbeeld plantaardige (bloemen, vruchten, kruiden), ruimtelijke (slaapzaal, berg, straat), vestimentaire (kleed, gordel, schoen), huiselijke (bed, schotel, lamp), enzovoort. Een voorbeeld met muzikale beelden:
Doen die heyleghe gheest sijn collacie soude doen, soe sach die deerne Christi dat hi elker suster gaf een trompet van goudender scoenheit ende keerde hem tot hemlieden ende seyde: “Dit trompet beteekent uwen gheesteliken staet, die ghi hout in meechdeliker reynicheit, welc trompet ghi draghen selt in den koker uwer ghedachten. Ende metten adem uwer berrender ynnicheit seldi dicwile doerblasen dat gheluyt des loefs ende der dancbaerheit. Ende dan seldi met uwen gheruchte wecken die minne uut haren slaep. (…)”
Toen de Heilige Geest zijn collatie kwam doen, toen zag de dienstmaagd van Christus dat hij elke zuster een prachtige gouden trompet gaf, zich naar hen keerde en zei: “Deze trompet betekent jullie geestelijke staat, die jullie onderhouden met maagdelijke zuiverheid. En die trompet zullen jullie dragen in de koker van jullie geest. En met de adem van jullie vurige devotie zullen jullie dikwijls de klank van lof en dankbaarheid er doorheen blazen. En dan zullen jullie met jullie trompetgeschal de liefde wekken uit haar slaap. (…)”
In Jhesus collacien worden de allegorische beelden bijna altijd verklaard, zoals ook in het bovenstaande voorbeeld: trompet = geestelijke staat; bewaarkoker = denkvermogen, geest; adem = vurige devotie; klank = lof en dankbaarheid; trompetgeschal → liefde wekken. Het gedetailleerde en sprekende beeld is een hulpmiddel om de 'boodschap' van de tekst te onthouden, om die boodschap eigen te maken en om erop te kunnen voortborduren tijdens de meditatie.

## Populariteit
Ondanks — of dankzij — de merkwaardige opzet, waarin goddelijke personen in een visionair kader prekend opgevoerd worden, is de tekst heel populair geweest. Er zijn 13 handschriften bewaard gebleven met de volledige tekst of grote delen ervan en nog eens 24 handschriften met een of enkele collaties. Nog in de eerste decennia van 17de eeuw werd een handschrift vervaardigd met de volledige tekst.
Er zijn ook nog andere teksten overgeleverd waarin God de Vader (22 collaties) en Jezus (16 collaties) als predikanten optreden, beide slechts in één handschrift overgeleverd (Gent, Universiteitsbibliotheek, 1038). Deze teksten zijn vermoedelijk onder invloed van de populariteit van Jhesus collacien ontstaan.

## Onderzoeksgeschiedenis
In de 18de eeuw gebruikte Balthazar Huydecooper (1695-1778) de tekst voor zijn historisch-taalkundig onderzoek.
Rond het midden van de 19de werd de tekst herontdekt. In 1851 citeerde Johannes van Vloten ruim uit Jhesus collacien voor zijn baanbrekende bloemlezing van Middelnederlands proza. Drie jaar later werd een van de collaties afgedrukt als een voorbeeld van het ‘onevangelische’, ‘onchristelijke’ karakter van Middelnederlandse preken. In 1940 heeft C.C. de Bruin stukken uit Jhesus collacien opgenomen in zijn bloemlezing van Middelnederlands geestelijk proza.
In 1962 gaf Anna Maria Baaij de tekst in zijn geheel uit met een ruime inleiding, waarmee ze grondig onderzoek mogelijk maakte. Dat kwam pas langzaam op gang. De recentere wetenschappelijke belangstelling is te danken aan het onderzoek van Middelnederlandse preken en van de religieuze cultuur van moderne devoten en tertiarissen.
Het overvloedig beeldgebruik stootte sommige moderne onderzoekers af. Zo sprak de Leuvense geleerde Robrecht Lievens van ‘wansmakelijke combinaties’ en ‘deze bizarre wereld’. Zijn naaste collega, Norbert De Paepe, daarentegen noemde het een ‘literair-artistieke prestatie’ en wees op de ‘literaire motieven die om hun plastisch karakter, hun dramatische geladenheid en ontroerende of vertederende kracht worden gebruikt.’ Literaire waardeoordelen spelen niet zo'n grote rol meer in het onderzoek, dat tegenwoordig eerder cultuurhistorisch dan literair-esthetisch van aard is.